# Pirmin Bischof

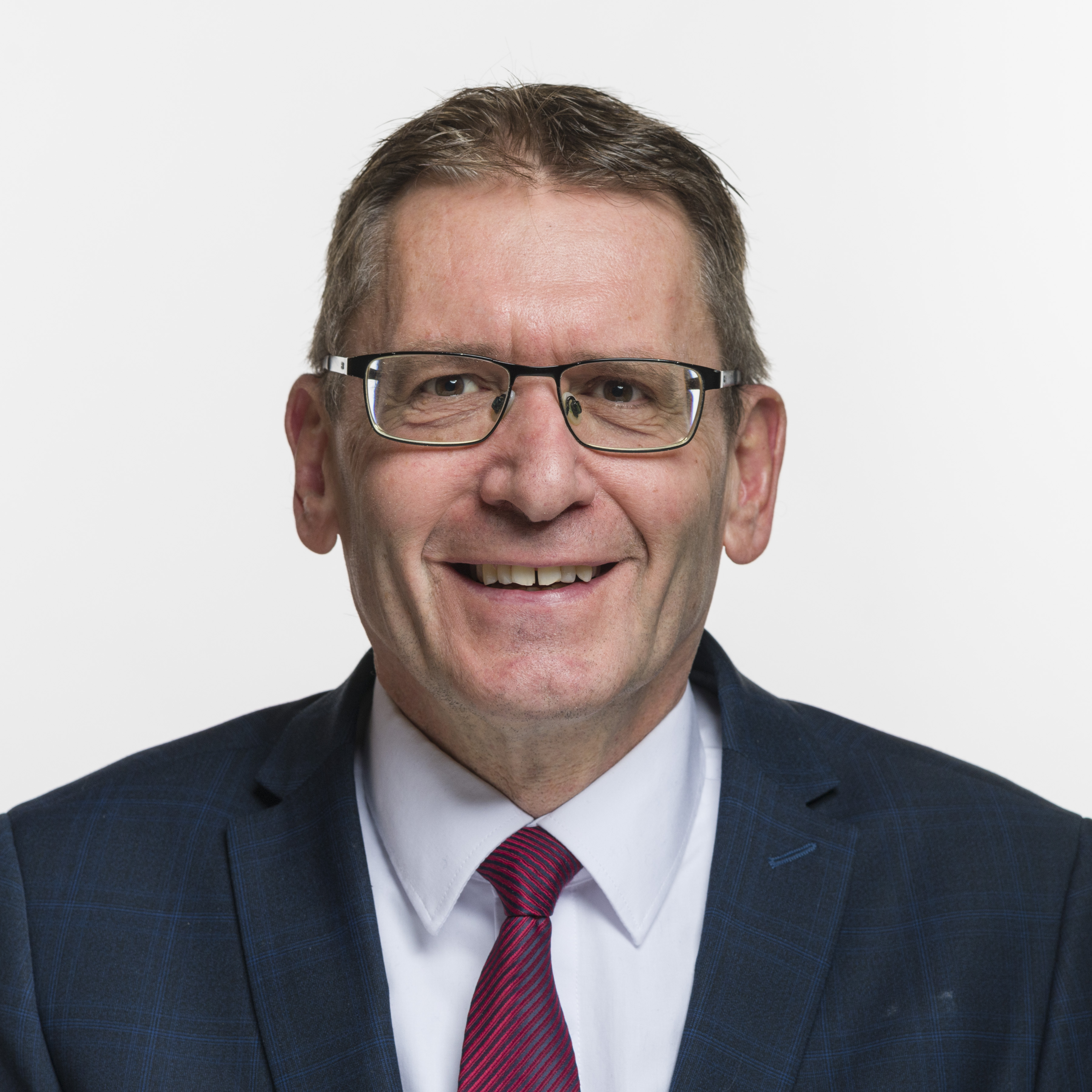
Pirmin Bischof (2019)

Pirmin Josef Bischof (* 24. Februar 1959 in Solothurn; heimatberechtigt in Eggersriet) ist ein Schweizer Politiker (Die Mitte, vormals CVP).

## Leben
Pirmin Bischof absolvierte 1978 die Matura Typus A an der Kantonsschule Solothurn. Er studierte Rechtswissenschaft an der Universität in Bern und schloss 1985 mit dem Lizenziat ab. 1987 erlangte er das Fürsprech- und Notariatspatent des Kantons Solothurn. 1988/89 studierte er an der Harvard Law School und schloss mit dem Master of Laws ab. 1990/91 erlangte er die Zulassung als Attorney at law vor dem Obersten Gericht von New York. 1994 promovierte er an der Universität Bern zum internationalen Produkthaftungsrecht.
Von 1992 bis zu ihrem Zusammenbruch 1994 war Bischof Vizepräsident des Bankrates der Solothurner Kantonalbank. Wegen des sogenannten Kantonalbankdebakels wurde in der Folge eine Parlamentarische Untersuchungskommission gebildet, die dem Bankrat vorwarf, bei der Übernahme der Bank in Kriegstetten «unüberlegt, überstürzt, ja geradezu […] fahrlässig» dem Antrag der Direktion gefolgt zu sein.
Bischof gehörte ab 1997 dem Gemeinderat (Exekutive) der Stadt Solothurn an. Vom April 2005 bis November 2007 war er im Solothurner Kantonsrat. Bei den Wahlen vom 21. Oktober 2007 wurde er in den Nationalrat gewählt. Als Nationalrat war Bischof Mitglied der Kommission für Wirtschaft und Abgaben (WAK). Zudem ist er als Mitglied des Parteipräsidiums Sprecher für Wirtschafts- und Finanzfragen der CVP Schweiz. Bei den Wahlen 2011 wurde Bischof zunächst erneut in den Nationalrat gewählt, im zweiten Wahlgang dann in den Ständerat. Bei den Wahlen 2015, 2019 und 2023 wurde er im Amt bestätigt. Im Ständerat ist er Mitglied verschiedener Kommissionen; 2019 bis 2019 Präsident der Kommission für Wirtschaft und Abgaben sowie 2021 bis 2023 Präsident der Aussenpolitischen Kommission.
Der Mitinhaber einer Anwaltskanzlei in Solothurn vertritt und berät Firmen, Verbände und Privatpersonen vorwiegend in wirtschafts-, arbeits-, vertrags- und internationalrechtlichen Fragen. Er ist Mitglied von Verwaltungsräten kleiner und mittlerer Unternehmen sowie seit dem 12. März 2009 der Kernkraftwerk Gösgen-Däniken AG.
Bischof ist seit 2015 verheiratet und hat drei Kinder. Er wohnt in Solothurn.

## Publikationen
- Produkthaftung und Vertrag in der EU: Vertragliche Gestaltungsmöglichkeiten (Freizeichnungs-, Rechtswahl- und Gerichtsstandsklauseln) im Produkthaftungsrecht der Europäischen Union (EU). Stämpfli, Bern 1994 (Dissertation, Universität Bern, 1993).